# Ridillove
Ridillove è il secondo album in studio del gruppo musicale italiano Ridillo, pubblicato a fine gennaio 1998 dalla Best Sound.

## Descrizione
Nuovamente con la produzione di Franco Godi, il disco si compone di 14 brani, tra cui i singoli Figli di una buona stella e Mangio amore. Altri due brani vengono estratti come singoli promozionali nel 1998, Siamo nel 2000 e Legalizza la felicità.
A novembre dello stesso anno il disco è stato ripubblicato con il titolo Ridillove+Ridillive e con l'aggiunta un CD bonus con otto brani eseguiti dal vivo.

## Tracce
1. Ridillove – 3:03
2. Siamo nel 2000 – 4:36
3. Mangio amore – 4:10
4. 6 tu che sogni – 4:58
5. Figli di una buona stella (+ intro) – 5:04
6. 5 contro 1 – 4:44
7. Piango ridendo – 2:37
8. L'ira di Dio – 4:51
9. Ridirò – 1:38
10. Legalizza la felicità (#1) – 2:24
11. Legalizza la felicità (#2) – 3:44
12. Aroma funky – 4:22
13. La razza – 4:50
14. Mifastarbene – 5:58 – contiene la traccia fantasma Ballo bello

Ridillive – CD bonus nella riedizione del 1998
1. (Pa pappa bà) Legalizza la felicita' (#3) – 4:04
2. Legalizza la felicita' (#2) – 3:58
3. Festa in 2 – 7:23
4. Bidi Bodi Bu (Figli di una buona stella intro) – 1:18
5. Figli di una buona stella (acustica) – 1:47
6. Aroma funky – 3:09
7. Cartoline (jazz) – 4:56
8. Mifastarbene (include presentazione band) – 4:54

## Formazione
- Daniele "Bengi" Benati – voce, chitarra
- Claudio Zanoni – tromba, chitarra, voce
- Alberto Benati – tastiere, voce
- Paolo D'Errico – basso, fischio, voce
- Renzo Finardi – batteria, percussioni, voce